# Teologie morală
Teologia morală este partea teologiei care studiază actele umane pentru a le îndrepta spre contemplarea plină de iubire a lui Dumnezeu ca fericire adevărată și deplină, spre scopul ultim al omului cu ajutorul grației divine, al virtuților și darurilor Duhului Sfînt, în lumina Revelației și a rațiunii.
De exemplu, la Institutul Teologic Romano-Catolic "Sfântul Iosif" din Iași, conținutul cursului de Teologie morală fundamentală este următorul:
- I) legea morală (necesitate normelor morale, noțiunea, diviziunea legii morale și conținutul ei: lege divină - naturală și divino-pozitivă - și lege umană - civilă și ecleziastică);
- II) opțiunea fundamentală;
- III) conștiința morală (cu toată problematica ei);
- IV) păcatul (perspectiva biblică și reflecția teologică).